# Kreisbibliothek Harz
Die Kreisbibliothek Harz ist eine öffentliche Bibliothek in der Stadt Quedlinburg im Landkreis Harz (Sachsen-Anhalt). Sie erfüllt neben ihrer Hauptfunktion als beratende Stelle für die Bibliotheken im Landkreis gleichzeitig die Funktion einer Stadtbibliothek für die Stadt Quedlinburg.

## Standort
Die Bibliothek befindet sich gemeinsam mit der Kreisvolkshochschule Harz und der Kreismusikschule Harz unter einem Dach im Bildungshaus Carl Ritter, einem denkmalgeschützten Gebäude in der Heiligegeiststraße 8 im südlichen Teil der Quedlinburger Innenstadt. Genutzt wird das Erdgeschoss einer ehemaligen Schule.

## Geschichte

### Vorläufer – Historische Bestände
Die Wurzeln der Bibliothek reichen zurück bis zur Gründung der Quedlinburger Ratsbibliothek 1662 sowie der Einrichtung einer Stiftsbibliothek durch die Äbtissin Anna Dorothea von Sachsen-Weimar im Jahre 1686. Die beiden Bibliotheken wurden eineinhalb Jahrhunderte später mit der Benedikte-Bibliothek zur Allgemeinen Bibliothek im Schloss vereinigt, die 1868 als Ratsbibliothek wieder ins Quedlinburger Rathaus zurückkehrte. Es folgten mehrere weitere Umzüge, bis die Bibliothek im Jahre 1950 in das Gebäude der ehemaligen Freimaurerloge in der Heiligegeiststraße 10 einzog.

### Kreisbibliothek
Mitte der 1960er Jahre erhielt die Einrichtung den Status einer „Stadt- und Kreisbibliothek“. Die wertvollen historischen Altbestände, etwa 30.000 Bände, die neben dem modernen Bestand bis zu diesem Zeitpunkt für wissenschaftliche Zwecke zur Verfügung standen, wurden 1987 aus der Kreisbibliothek herausgelöst, dem Schlossmuseum übergeben und bilden nun – in Trägerschaft der Stadt Quedlinburg – die „Historische Bibliothek“.
Nach der Wiedervereinigung waren zunächst der frühere Landkreis Quedlinburg und ab 2007 der neugebildete Landkreis Harz Träger der Einrichtung. Aus baulichen Gründen wurde ein erneuter Umzug notwendig. Nach einer Übergangslösung von März 2000 bis April 2011 im ehemaligen Lehrerbildungsinstitut im Gebäude Mummental 2 konnte die Bibliothek in die heutigen Räume einziehen. Organisatorisch wurde sie am 1. Januar 2015 als Fachbereich in die Kreisvolkshochschule Harz integriert.

## Bestand
Die Kreisbibliothek ist eine öffentliche Einrichtung für Kultur, Bildung und Service rund um Medien wie Bücher, Comics & Manga, Zeitschriften, Hörbücher, sowie Nintendo Switch Spiele, Blu-Rays & DVDs, CDs und Tonies. Angemeldete Nutzer können ebenfalls den digitalen Bestand der Onleihe von Sachsen-Anhalt nutzen.

## Angebote
Die Förderung der Informations- und Medienkompetenz sowie die Unterstützung bei der Wissensvermittlung versteht die Bibliothek als eine ihrer wichtigsten Aufgaben. Angeboten werden „Medienkisten“ zu verschiedenen Themen, die für den Einsatz in Kindergärten und Grundschulen konzipiert sind, sowie Bücherkoffer-Klassensätze ebenfalls für Grundschulen. Ehrenamtlich- und nebenamtlich geführte Bibliotheken im Landkreis Harz werden durch den sogenannten Kreisleihverkehr mit Medien versorgt. Das Angebot und die Nutzung der Kreisbibliothek werden auf Wunsch durch Führungen erläutert.